# Charley My Boy
Charley my boy è una comica muta del 1926 diretta da Leo McCarey con protagonista Charley Chase.
Il film fu pubblicato il 24 gennaio 1926.